# Szent Gellért Fórum
Das Szent Gellért Fórum ist ein Fußballstadion in der ungarischen Stadt Szeged, Komitat Csongrád-Csanád, im Süden des Landes. Es ist die Heimspielstätte des Fußballvereins Szeged-Csanád Grosics Akadémia. Auf den vier überdachten Rängen bieten sich 8256 Sitzplätze. Das Szent Gellért Fórum gehört zum Szegedi Ifjúsági Centrum (deutsch Szeged-Jugendzentrum) mit zehn Hektar Fläche und ist das erste Gemeinde- und Sportzentrum in Ungarn, dass im Auftrag der Kirche errichtet und von der katholischen Kirche unterhalten wird. Die treibende Kraft für die Errichtung war László Kiss-Rigó, Bischof von Szeged-Csanád, der seit seiner Kindheit Fußball spielt.

## Geschichte
Am 9. April 2018 wurde der Grundstein gelegt. László Kiss-Rigó und Sándor Csányi, Präsident des ungarischen Fußballverbandes Magyar Labdarúgó Szövetség (MLSZ), platzierten eine Zeitkapsel. Die Arbeiten an der Baustelle begannen schon vorher. Das ausführende Bauunternehmen war die Market Építő Zrt. Entworfen wurde es vom BORD Építész Stúdió, das u. a. auch das Nagyerdei-Stadion in Debrecen und das Hidegkuti-Nándor-Stadion in Budapest entworfen hat.
Das Szent Gellért Fórum auf dem ehemaligen Campingplatz Napfény im Westen der Stadt sollte mit drei Veranstaltungen eingeweiht werden. Am 28. August 2019 trat der spanische Opernsänger Plácido Domingo (Tenor) mit seinem Sohn Plácido Domingo, Jr. und der puerto-ricanischen Sopranistin Ana María Martínez im Stadion auf. Das zweite Großereignis in der Fußballarena war am 9. September eine Versammlung des Bistums Szeged-Csanád im Rahmen eines Familientages und einer Messe. Als dritter Teil war ein Spiel zwischen der Szeged-Csanád Grosics Akadémia und dem italienischen Club Lazio Rom geplant, dieses kam aber bisher nicht zustande. Am 15. September 2019 fand im  Fórum erstmals ein Fußballspiel statt. Die Partie der NB II zwischen Szeged-Csanád Grosics Akadémia und dem Aqvital FC Csákvár fand vor 4000 Zuschauern statt. Die torreiche Begegnung gewann die Heimmannschaft mit 5:3.
Das Stadion besitzt einen achteckigen Grundriss und durch die eingezogenen Stadionecken verfügen die Tribünen über eine trapezartige Form. Die Ecken sind mit luftigen Membranwänden bespannt. Die beiden Längstribünen verfügen über jeweils 3199 Sitzplätze. Die beiden Hintertortribünen bieten insgesamt 1921 Sitzplätze. Im Logenbereich stehen 120 Plätze zur Verfügung. Mit über 8000 Zuschauerplätzen und der weiteren Ausstattung erfüllt die Spielstätte die UEFA-Kategorie 4 und ist geeignet für Qualifikationsspiele der UEFA Champions League und der UEFA Europa League. Auf 24,53 Meter liegt der höchste Punkt des Stadions. Die Stahlkonstruktion des Daches wiegt 1000 t. Die Kosten für den Bau beliefen sich auf 13,4 Mrd. HUF (rund 33,4 Mio. Euro). Des Weiteren verfügt das Szent Gellért Fórum über eine Sporthalle mit einer Nettogrundfläche von 2800 m², drei beheizbare Fußballplätze mit Naturrasenfläche und Flutlicht sowie drei Tennisplätze mit Sandplatz, ein Mini-Amphitheater, eine dreispurige 100-Meter-Laufbahn, einen Kinderspielplatz und einen kombinierten Mehrsportplatz für u. a. Basketball oder Handball. An der Dorozsmai út wirft sich die Statue eines riesigen, schwarzen Panthers auf einen Fußball. Sie wurde von Bildhauer Gábor Miklós Szőke gestaltet, der auch die Adler-Statue vor der Groupama Aréna in Budapest geschaffen hat. Eine weitere Statue am Haupteingang des Stadions zeigt den Namensgeber der Fußballakademie Grosics Katolikus Labdarúgó Akadémia (deutsch Grosics Katholische Fußballakademie) und des Fußballvereins, Gyula Grosics, der Torwart der Goldenen Elf.
Der Bau eines Vier-Sterne-Sporthotels mit 50 Zimmern ist in Planung.